# Ghost in the Machine
Ghost in the Machine ist das vierte Studioalbum von The Police. Es erschien im Oktober 1981 bei A&M Records. Es erreichte Dreifach-Platin in den USA. Das Magazin Rolling Stone setzte es auf Platz 322 seiner Liste der 500 besten Alben aller Zeiten.

## Entstehung und Stil
Ghost in the Machine, das erste Album der Band mit einem englischsprachigen Titel, basiert auf dem gleichnamigen Buch von Arthur Koestler. Es wurde im Verlaufe des Jahres 1981 in Montserrat und Québec eingespielt. Erstmals wurden verstärkt Keyboards und Bläser eingesetzt. So weist etwa Spirits in the Material World einen rhythmischen Streicher-Synthesizer-Teil auf. Jean Roussel spielte das Klavier bei Every Little Thing She Does Is Magic. Der Zeitschrift Guitar Player gegenüber äußerte sich Andy Summers 1994 unzufrieden mit der musikalischen Ausrichtung des Albums, die zu Lasten von Kreativität und Dynamik gegangen sei.

„Ich muss sagen, ich war enttäuscht von der musikalischen Richtung in der Zeit von Ghost in the Machine. Mit den hinzukommenden Bläsern und dem Synthesizer verlor sich das fantastische rohe Trio-Gefühl - all das wirklich kreative und dynamische Zeug. Wir wurden zu Hintergrundsängern für seine Pop-Songs.“

## Rezeption
Auf der Webseite Allmusic.com schrieb Greg Prato, das Album sei zwar kein Pop-Meisterwerk, aber ein wichtiger Meilenstein zwischen dem direkteren Frühwerk und der ambitionierteren musikalischen Richtung auf Synchronicity. Er vergab dreieinhalb von fünf Sternen.

## Titelliste
Seite eins
1. Spirits in the Material World – 2:59
2. Every Little Thing She Does Is Magic – 4:22
3. Invisible Sun – 3:44
4. Hungry for You (J’aurais Toujours Faim de Toi) – 2:52
5. Demolition Man – 5:57

Seite zwei
1. Too Much Information – 3:43
2. Rehumanize Yourself (Sting, Stewart Copeland) – 3:10
3. One World (Not Three) – 4:47
4. Ωmegaman (Andy Summers) – 2:48 (Omegaman auf einigen Ausgaben)
5. Secret Journey – 3:34
6. Darkness (Stewart Copeland) – 3:14

Drei weitere Stücke wurden als B-Seiten aufgenommen:
1. Shambelle (Summers) – 5:00
2. Flexible Strategies (Sting, Copeland, Summers) – 3:43
3. Low Life – 3:45

Alle Stücke wurden von Sting geschrieben, außer wo anders angegeben.

## Kommerzieller Erfolg

### Chartplatzierungen
| ChartsChartplatzierungen       | Höchstplatzierung | Wochen |
| ------------------------------ | ----------------- | ------ |
| Deutschland (GfK)              | 4 (29 Wo.)        | 29     |
| Österreich (Ö3)                | 11 (4 Wo.)        | 4      |
| Vereinigte Staaten (Billboard) | 2 (109 Wo.)       | 109    |
| Vereinigtes Königreich (OCC)   | 1 (27 Wo.)        | 27     |

| ChartsJahrescharts (1982) | Platzierung |
| ------------------------- | ----------- |
| Deutschland (GfK)         | 68          |

### Auszeichnungen für Musikverkäufe
| Land/Region                  | Auszeichnungen für Musikverkäufe (Land/Region, Auszeichnung, Verkäufe) | Verkäufe  |
| ---------------------------- | ---------------------------------------------------------------------- | --------- |
| Deutschland (BVMI)           | Gold                                                                   | 250.000   |
| Frankreich (SNEP)            | Gold                                                                   | 100.000   |
| Italien (FIMI)               | —                                                                      | 200.000   |
| Kanada (MC)                  | Platin                                                                 | 100.000   |
| Neuseeland (RMNZ)            | Platin                                                                 | 20.000    |
| Tschechien (IFPI)            | Gold                                                                   | 50.000    |
| Vereinigte Staaten (RIAA)    | 3× Platin                                                              | 3.000.000 |
| Vereinigtes Königreich (BPI) | Platin                                                                 | 300.000   |
| Insgesamt                    | 3× Gold · 6× Platin ·                                                  | 4.020.000 |

Hauptartikel: The Police/Auszeichnungen für Musikverkäufe